# SketchUp
SketchUp (anteriormente Google SketchUp) es un programa de diseño gráfico y modelado en tres dimensiones (3D) basado en caras. Es utilizado para el modelado de entornos de planificación urbana, arquitectura, ingeniería civil, diseño industrial, diseño escénico, GIS, videojuegos o películas. Es un programa desarrollado por Last Software, empresa adquirida por Google en 2006 y posteriormente vendida a Trimble en 2012.

## Características
Su principal característica es poder realizar diseños en 3D de forma sencilla. El programa incluye entre sus recursos un tutorial en vídeo para aprender paso a paso cómo se puede diseñar y modelar el propio ambiente. Permite actualizar e imprimir imágenes en 3D de edificios, coches, personas y cualquier objeto o artículo que imagine el diseñador o dibujante, además de que el programa incluye una galería de objetos, texturas e imágenes listas para descargar.

## Historia

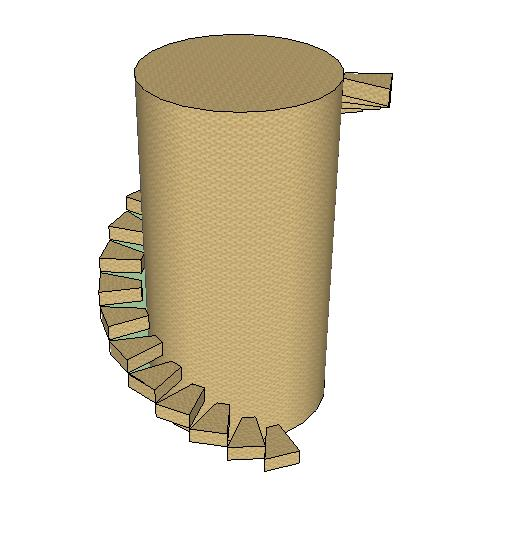
Una escalera en caracol hecha con SketchUp.

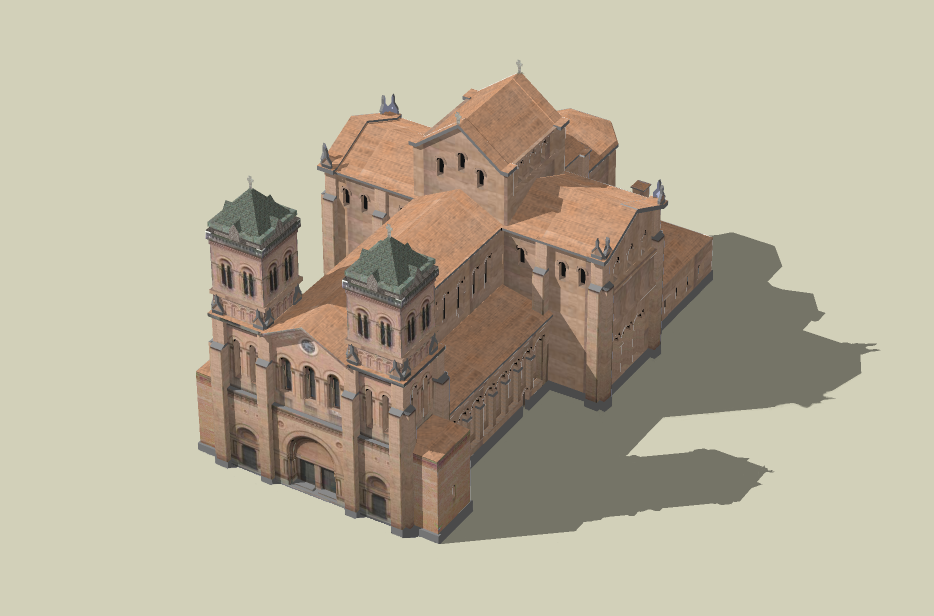
En SketchUp pueden modelarse volúmenes de arquitectura en tres dimensiones; en la imagen, volumetría de la Catedral de Medellín.

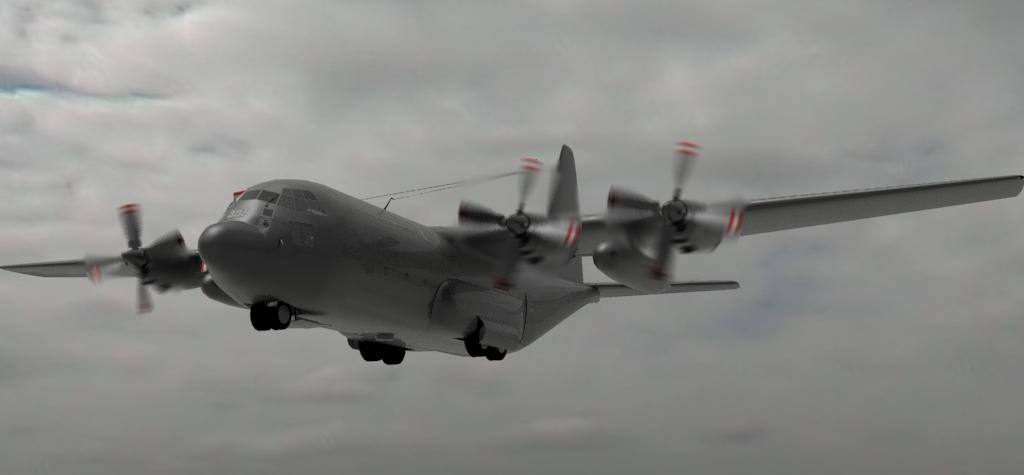
Muchos exportadores 3D y 2D diferentes están disponibles en SketchUp para usos como el renderizado. Este modelo C-130 Hercules fue hecho en SketchUp y renderizado con Kerkythea.

### Era @Last Software
SketchUp fue desarrollado inicialmente por la compañía @Last Software, dicha empresa está ubicada en la ciudad de Boulder, Colorado, cofundada en 1999 por Brad Schell y Joe Esch. Fue creado en agosto del 2000 como una herramienta de creación de contenido en 3D y fue concebido como un programa de software de uso profesional. El programa ganó un premio Community Choice en su primera feria comercial en 2000. La primera versión de SketchUp para macOS ganó un "Best of Show" en Macworld en 2002.

### Era Google
A partir del día 14 de marzo del 2006, Google compró @Last Software. Esto fue atraído por el trabajo de @Last Software desarrollando un complemento para Google Earth. Si bien su popularidad aumentó cuando éste se encontraba en su versión 5. Para el 9 de enero del 2007, se introdujo Google SketchUp 6, ofreciendo una versión gratuita que incluye herramientas integradas para subir contenido a Google Earth y al Google 3D Warehouse (lit.: Google galería 3D).
Google SketchUp Pro 6 introdujo una versión beta de Google SketchUp LayOut que incluye herramientas de vector en 2D y herramientas de diseño de página que permiten producir presentaciones sin la necesidad de un programa de presentación separado.
El 17 de noviembre de 2008, se lanzó Google SketchUp 7 con la integración del navegador de componentes de SketchUp con Google 3D Warehouse, LayOut 2 y componentes dinámicos que responden al escalado.
El 1 de septiembre de 2010, se lanzó Google SketchUp 8 con la novedad que se introdujo la geolocalización de modelos con integración de Google Maps y Building Maker (lit.: Google modelador 3D de edificios). Mac OS X Tiger ya no era compatible. Esta versión utiliza bajo el código Wine. La información de geolocalización siempre se almacena en el archivo KMZ. Todos los edificios, diseños, entre otras, se guardan en SKP.

### Era Trimble
Trimble Navigation (ahora Trimble Inc.) adquirió SketchUp de Google el 1 de junio de 2012 por una suma no revelada. En 2013, se lanzó SketchUp 2013. Se proporcionó un nuevo sitio, Extension Warehouse, complementos de alojamiento y extensiones para SketchUp.

## Consolas y extensiones
SketchUp publica el lenguaje en el que está escrito, Ruby, para que los usuarios puedan escribir segmentos de programa para cambiar la funcionalidad. Estos pequeños o grandes programas se llaman extensiones o plugins. Existe una gran variedad de éstos con aplicaciones particulares como el dibujo automatizado de techumbres, herramientas de acercamiento, darle funcionamiento y dinamismo a las herramientas o partes elaboradas de modo que se pueda simular el comportamiento en como si fuera real, etc. A partir del siglo XXI está siendo más utilizado debido a que sus funciones son muy útiles para la sociedad de arquitectos e ingenieros.

## Renderización
En SketchUp se realiza el modelado de las volumetrías pero existen programas para hacer una representación fotorealista como Kerkythea, Vray, Twilight Render, Corona, Lumion, D5 Render, Enscape  etc.

## Plataformas
La  versión 24.0.553 (2024) de SketchUp funciona bajo, Windows 10, Windows 11 y en entornos OS X Mac OS 11 o superior. Versiones anteriores (6 hasta 2013) funcionan con Windows XP o Mac OS X 10.7 o inferior. En el caso de las otras versiones (2014 hasta 2022) funcionan con Windows 7 y Windows 8 o con Mac OS 10.8 hasta la versión 11. Estas últimas versiones traen cambios en el diseño de su logo tradicional y agrega nuevas herramientas al programa. Aún no hay una versión disponible para Linux. Cabe recalcar que se está trabajando para que sea una aplicación multiplataforma.
En la actualidad lo que fue SketchUp Make (última versión 2017) ahora se presenta como SketchUp Free, en la versión navegador, y por consiguiente, existe la opción de trabajar desde los sistemas GNU-Linux. SketchUp Pro aún no corre en dichos entornos.
Ver https://www.sketchup.com/products/sketchup-free Archivado el 4 de diciembre de 2018 en Wayback Machine.
| Versión de SketchUp |
| ------------------- |
| 1.0 (2000)          |
| 2.0 (2003)          |
| 3.0 (2005)          |
| 4.0 (2006)          |
| 4.2 (2006)          |
| 5.0 (2007)          |
| 6.0.277 (2008)      |
| 6.0.312 (2008)      |
| 7.0.10247 (2008)    |
| 7.1.6860 (2009)     |
| 8.0.14346 (2010)    |
| 8.0.16846 (2012)    |
| 13.0.4812 (2013)    |
| 14.0.416 (2014)     |
| 15.0.9351 (2015)    |
| 16.0.1449 (2016)    |
| 17.0.18899 (2017)   |
| 18.0.16975 (2018)   |
| 19.0.685 (2019)     |
| 20.0.363 (2020)     |
| 21.1.279 (2021)     |
| 22.0.354 (2022)     |
| 23.0.419 (2023)     |
| 24.0.553 (2024)     |